# Glawiniza (Pasardschik)

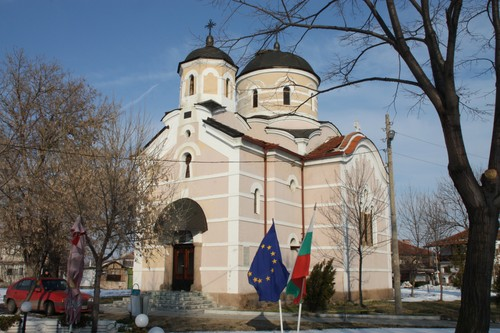
Kirche Erzengel Michael in Glawiniza

Glawiniza (bulgarisch Главиница) ist ein bulgarischer Ort in der Gemeinde und Oblast Pasardschik. Er befindet sich ca. 5 km südwestlich von Pasardschik bei Plowdiw. Bis 1934 heißt der Ort Baschikarowo.

## Geografie
Der Ort liegt in der fruchtbaren Oberthrakischen Tiefebene, nahe der Straße von Sofia nach Plowdiw. Glawiniza liegt direkt zwischen Pasardschik und Aleko Konstantinowo.
Die Region wird aufgrund des günstigen Klimas und der fruchtbaren Böden traditionell landwirtschaftlich genutzt und gilt als Gemüse- und Obstanbauregion. Hauptanbauprodukte neben Getreide sind Tomaten, Paprika, Kartoffeln, Wassermelonen, Tabak und Wein, daneben auch Pfirsiche, Kirschen und Baumwolle.

## Geschichte

### Einwohnerentwicklung
Entwicklung der Bevölkerung:
| Jahr | Einwohner |
| ---- | --------- |
| 1633 | 27        |
| 1865 | 160       |
| 1884 | 417       |
| 1892 | 456       |
| 1900 | 544       |
| 1910 | 784       |

| Jahr | Einwohner |
| ---- | --------- |
| 1920 | 946       |
| 1926 | 1001      |
| 1934 | 1045      |
| 1946 | 1185      |
| 1956 | 1263      |
| 1965 | 1754      |

| Jahr | Einwohner |
| ---- | --------- |
| 1978 | 1534      |
| 1985 | 2500      |
| 1992 | 2800      |
| 2001 | 2629      |
| 2007 | 2608      |
| 2009 | 2513      |

## Kultur und Sehenswürdigkeiten
Es gibt in Glawiniza ein Tschitalischte Probuda seit 1930 mit Bibliothek welche 1961 zusätzlich angebaut wurde.

### Bauwerke
- Orthodoxe Kirche St. Archenengel Michael erbaut 1905 bis 1908.

### Sport

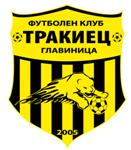
Wappen des Fußballclub FC Thraker 2005 (Glawiniza)

Es gibt einen Fußballclub FC Thraker 2005 (Glawiniza) (bulgarisch ФК Тракиец 2005 (Главиница)), auch genannt die Löwen. Entsprechend dem Namen ist auch das Wappen gestaltet, ein gelb-schwarzer Löwe im Sprung auf den Fußball. Darunter ist die Jahreszahl 2005 notiert. In diesem Jahr erhielt der FC seinen heutigen Namen und das neue Wappen. Die früheren Namen lauteten:
- Urozhay 1949 bis 1957 (bulgarisch Урожай)
- Karadscha 1957 bis 1959 (bulgarisch Караджата)
- Chichkata von 1959 bis 1980 (bulgarisch Чичката)

Gespielt und trainiert wird in der Bagdat Arena in Glawiniza (bulgarisch Багдат Арена). Der Coach und Trainer des FC heißt Joro Nesterow (bulgarisch Жоро Нестеров).

### Regelmäßige Veranstaltungen
- 6. Januar Jordanov Den (Winterfest)
- 7. Januar Ivanov Den
- 6. Mai Gergjow Tag
- Dorffest am Pfingstmontag (der Termin orientiert sich am Osterfest der Orthodoxen Kirche) mit Tänzen, Gesang, Fahrgeschäften und Feuerwerk.

## Wirtschaft und Infrastruktur

### Ansässige Unternehmen
- Duropack Trakia S.A. AD seit 1939 (Papierfabrik)
- LEM Komers (Möbelfabrik)
- Ahat (Speise-Öl)[2]
- Sortierstation von Ekobulpack
- Papierverarbeitung Fa. Bulhart (Булхарт ООД) seit 1993
- Akbamoht – Rohr- und Leitungsbau
- Varov centar Paunov (варов център паунов) – Kalkherstellung
- Bartoteh LTD (Бартотех) – Hausbau

### Bildung
Gesamtschule OU Hristo Botew bis zur 8. Klasse.

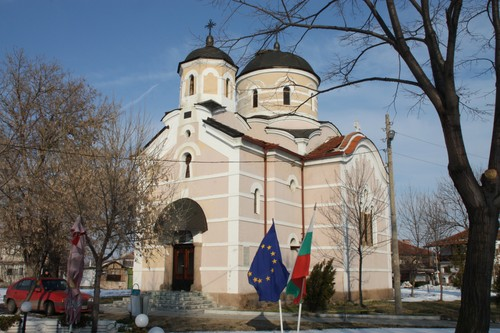
Orthodoxe Kirche des hl. Erzengel Michael

## Politik

### Bürgermeister
- 1991 Spas Gjurow
- 1992 Linka Nikolowa
- 1993–1999 Atanas Wassilew
- 1999–2003 Stojan Kopanow